# 1999-es atlétikai világbajnokság
Az 1999-es atlétikai világbajnokságot Sevillában, Spanyolországban rendezték augusztus 20. és augusztus 29. között. A vb-n 46 versenyszám volt. A korábbi női 10 km-es gyaloglást felváltotta a 20 km-es versenyt. Ezen a vb-n rendeztek először női rúdugró és női kalapácsvető versenyszámot.

## A magyar sportolók eredményei
Magyarország a világbajnokságon 28 sportolóval képviseltette magát.
Érmesek
| Érem      | Versenyző    | Versenyszám   | Dátum         |
| --------- | ------------ | ------------- | ------------- |
| Ezüstérem | Németh Zsolt | Kalapácsvetés | augusztus 22. |

## Éremtáblázat
(A táblázatban a rendező nemzet eltérő háttérszínnel kiemelve.)
| Helyezés | Nemzet                  | Arany | Ezüst | Bronz | Összesen |
| 1.       | Egyesült Államok        | 10    | 3     | 4     | 17       |
| 2.       | Oroszország             | 5     | 4     | 3     | 12       |
| 3.       | Németország             | 4     | 4     | 4     | 12       |
| 4.       | Görögország             | 2     | 2     | 2     | 6        |
| 5.       | Marokkó                 | 2     | 2     | 1     | 5        |
| 6.       | Kuba                    | 2     | 2     | 0     | 4        |
| 6.       | Olaszország             | 2     | 2     | 0     | 4        |
| 8.       | Spanyolország           | 2     | 1     | 1     | 4        |
| 9.       | Etiópia                 | 2     | 0     | 3     | 5        |
| 10.      | Románia                 | 2     | 0     | 2     | 4        |
| 11.      | Csehország              | 2     | 0     | 1     | 3        |
| 12.      | Egyesült Királyság      | 1     | 4     | 2     | 7        |
| 13.      | Kenya                   | 1     | 4     | 1     | 6        |
| 14.      | Franciaország           | 1     | 2     | 0     | 3        |
| 15.      | Ausztrália              | 1     | 1     | 2     | 4        |
| 15.      | Ukrajna                 | 1     | 1     | 2     | 4        |
| 17.      | Kína                    | 1     | 1     | 0     | 2        |
| 18.      | Bahama-szigetek         | 1     | 0     | 0     | 1        |
| 18.      | Dánia                   | 1     | 0     | 0     | 1        |
| 18.      | Finnország              | 1     | 0     | 0     | 1        |
| 18.      | Észak-Korea             | 1     | 0     | 0     | 1        |
| 18.      | Lengyelország           | 1     | 0     | 0     | 1        |
| 23.      | Jamaica                 | 0     | 2     | 4     | 6        |
| 24.      | Brazília                | 0     | 2     | 1     | 3        |
| 25.      | Kanada                  | 0     | 2     | 0     | 2        |
| 26.      | Dél-afrikai Köztársaság | 0     | 1     | 1     | 2        |
| 26.      | Japán                   | 0     | 1     | 1     | 2        |
| 26.      | Nigéria                 | 0     | 1     | 1     | 2        |
| 29.      | Bulgária                | 0     | 1     | 0     | 1        |
| 29.      | Ecuador                 | 0     | 1     | 0     | 1        |
| 29.      | Magyarország            | 0     | 1     | 0     | 1        |
| 29.      | Mozambik                | 0     | 1     | 0     | 1        |
| 33.      | Mexikó                  | 0     | 0     | 2     | 2        |
| 34.      | Algéria                 | 0     | 0     | 1     | 1        |
| 34.      | Amerikai Szamoa         | 0     | 0     | 1     | 1        |
| 34.      | Belgium                 | 0     | 0     | 1     | 1        |
| 34.      | Izrael                  | 0     | 0     | 1     | 1        |
| 34.      | Norvégia                | 0     | 0     | 1     | 1        |
| 34.      | Szlovénia               | 0     | 0     | 1     | 1        |
| 34.      | Svédország              | 0     | 0     | 1     | 1        |
| 34.      | Svájc                   | 0     | 0     | 1     | 1        |
| 34.      | Szíria                  | 0     | 0     | 1     | 1        |
| Összesen | Összesen                | 46    | 46    | 47    | 139      |

## Érmesek
- WR – világrekord
- CR – világbajnoki rekord
- AR – kontinens rekord
- NR – országos rekord
- PB – egyéni rekord
- WL – az adott évben aktuálisan a világ legjobb eredménye
- SB – az adott évben aktuálisan az egyéni legjobb eredmény

### Férfi
| Versenyszám     | Arany | Arany       | Ezüst                                                                                | Ezüst        | Bronz                                                                                                  | Bronz        |
| --------------- | --- | ----------- | ------------------------------------------------------------------------------------ | ------------ | --- | ------------ |
| 100 m           | Maurice Greene · Egyesült Államok | 9,80 CR     | Bruny Surin · Kanada                                                                 | 9,84 NR      | Dwain Chambers · Nagy-Britannia                                                                        | 9,97 PB      |
| 200 m           | Maurice Greene · Egyesült Államok | 19,90 SB    | Claudinei da Silva · Brazília                                                        | 20,00 PB     | Francis Obikwelu · Nigéria                                                                             | 20,11        |
| 400 m           | Michael Johnson · Egyesült Államok | 43,18 WR    | Sanderlei Claro Parrela · Brazília                                                   | 44,29 AR     | Alejandro Cárdenas · Mexikó                                                                            | 44,31 NR     |
| 800 m           | Wilson Kipketer · Dánia | 1:43,30     | Hezekiél Sepeng · Dél-afrikai Köztársaság                                            | 1:43,32      | Dzsabír Szaíd-Gerni · Algéria                                                                          | 1:44,18 NR   |
| 1500 m          | Hisám el-Gerúzs · Marokkó | 3:27,65 CR  | Noah Ngeny · Kenya                                                                   | 3:28,73 NR   | Reyes Estévez · Spanyolország                                                                          | 3:30,57 PB   |
| 5000 m          | Salah Hissou · Marokkó | 12:58,13 CR | Benjamin Limo · Kenya                                                                | 12:58,72     | Mohammed Mourhit · Belgium                                                                             | 12:58,80     |
| 10 000 m        | Haile Gebrselassie · Etiópia | 27:57,27    | Paul Tergat · Kenya                                                                  | 27:58,56     | Assefa Mezegebu · Etiópia                                                                              | 27:59,15     |
| Maraton         | Abel Antón · Spanyolország | 2:13:36     | Vincenzo Modica · Olaszország                                                        | 2:14:03      | Szató Nobujuki · Japán                                                                                 | 2:14:07      |
| 110 m gát       | Colin Jackson · Nagy-Britannia | 13,04 SB    | Anier García · Kuba                                                                  | 13,07 NR     | Duane Ross · Egyesült Államok                                                                          | 13,12 PB     |
| 400 m gát       | Fabrizio Mori · Olaszország | 47,72 WL    | Stéphane Diagana · Franciaország                                                     | 48,12 SB     | Marcel Schelbert · Svájc                                                                               | 48,13 NR     |
| 3000 m akadály  | Christopher Kosgei · Kenya | 8:11,76     | Wilson Boit Kipketer · Kenya                                                         | 8:12,09      | Ali Ezzine · Marokkó                                                                                   | 8,12,73      |
| 20 km gyaloglás | Ilja Markov · Oroszország | 1:23:34     | Jefferson Pérez · Ecuador                                                            | 1:24:19      | Daniel García · Mexikó                                                                                 | 1:24:31      |
| 50 km gyaloglás | Ivano Brugnetti · Olaszország | 3:47:54 PB  | Nyikolaj Matyuhin · Oroszország                                                      | 3:48:18      | Curt Clausen · Egyesült Államok                                                                        | 3:50:55      |
| 50 km gyaloglás | A versenyt eredetileg az orosz German Szkurigyin nyerte 3:44:23-as eredménnyel, 2001 novemberi pozitív doppingtesztjét követően azonban erről a versenyről is kizárták.                                                     |             |                                                                                      |              | |              |
| 4 × 100 m váltó | Egyesült Államok · Jon Drummond · Tim Montgomery · Brian Lewis · Maurice Greene | 37,59 WL    | Nagy-Britannia · Jason Gardener · Darren Campbell · Marlon Devonish · Dwain Chambers | 37,73 AR     | Brazília · Raphael de Oliveira, · Claudinei da Silva · Édson Ribeiro, · André da Silva                 | 38,05 AR     |
| 4 × 100 m váltó | A nigériai váltó (Innocent Asonze, Francis Obikwelu, Daniel Effiong, Deji Aliu) eredetileg a harmadik helyen végzett 37,91-es eredménnyel, Innocent 1999 júniusi doppingügye miatt 2005, augusztus 31-én kizárták a váltót. |             |                                                                                      |              | |              |
| 4 × 400 m váltó | Lengyelország · Tomasz Czubak · Robert Mackowiak · Jacek Bocian · Piotr Haczek | 2:58,91 SB  | Jamaica · Michael McDonald · Greg Haughton · Danny McFarlane · Davian Clarke         | 2:59,34      | Dél-afrikai Köztársaság · Jopie Van Oudtshoorn · Hendrik Mokganyetsi · Adriaan Botha · Arnaud Malherbe | 3:00,20      |
| 4 × 400 m váltó | A versenyen 2:56,45-es eredménnyel győztes amerikaiakat (Jerome Davis, Antonio Pettigrew, Angelo Taylor, Michael Johnson) kizárták.                                                                                         |             |                                                                                      |              | |              |
| Magasugrás      | Vjacseszlav Voronyin · Oroszország | 237 cm WL   | Mark Boswell · Kanada                                                                | 235 cm NR    | Martin Buß · Németország                                                                               | 232 cm       |
| Rúdugrás        | Makszim Taraszov · Oroszország | 602 cm CR   | Dmitri Markov · Ausztrália                                                           | 590 cm       | Aleksandr Averbukh · Izrael                                                                            | 580 cm NR    |
| Távolugrás      | Iván Pedroso · Kuba | 856 cm      | Yago Lamela · Spanyolország                                                          | 840 cm       | Gregor Cankar · Szlovénia                                                                              | 836 cm SB    |
| Hármasugrás     | Charles Friedek · Németország | 17,59 m WL  | Rosztiszlav Dimitrov · Bulgária                                                      | 17,49 m PB   | Jonathan Edwards · Nagy-Britannia                                                                      | 17,48 m      |
| Súlylökés       | C. J. Hunter · Egyesült Államok | 21,79 m PB  | Oliver-Sven Buder · Németország                                                      | 21,42 m SB   | Olekszandr Bagacs · Ukrajna                                                                            | 21,26 m      |
| Diszkoszvetés   | Anthony Washington · Egyesült Államok | 69,08 m CR  | Jürgen Schult · Németország                                                          | 68,18 m SB   | Lars Riedel · Németország                                                                              | 68,09 m      |
| Kalapácsvetés   | Karsten Kobs · Németország | 80,24 m     | Németh Zsolt · Magyarország                                                          | 79,05 m      | Vlagyiszlav Piszkunov · Ukrajna                                                                        | 79,03 m      |
| Gerelyhajítás   | Aki Parviainen · Finnország | 89,52 m     | Konstadinos Gatsioudis · Görögország                                                 | 89,18 m      | Jan Železný · Csehország                                                                               | 87,67 m      |
| Tízpróba        | Tomáš Dvořák · Csehország | 8744 pont   | Dean Macey · Nagy-Britannia                                                          | 8556 pont PB | Chris Huffins · Egyesült Államok                                                                       | 8547 pont SB |

### Női
| Versenyszám     | Arany                                                                                          | Arany        | Ezüst                                                                                           | Ezüst       | Bronz                                                                          | Bronz       |
| --------------- | ---------------------------------------------------------------------------------------------- | ------------ | ----------------------------------------------------------------------------------------------- | ----------- | ------------------------------------------------------------------------------ | ----------- |
| 100 m           | Marion Jones · Egyesült Államok                                                                | 10,70 CR     | Inger Miller · Egyesült Államok                                                                 | 10,79       | Ekaterini Thanou · Görögország                                                 | 10,84       |
| 200 m           | Inger Miller · Egyesült Államok                                                                | 21,77 WL     | Beverly McDonald · Jamaica                                                                      | 22,22 PB    | Merlene Frazer · Jamaica · Andrea Philipp · Németország                        | 22,26       |
| 400 m           | Cathy Freeman · Ausztrália                                                                     | 49,67 SB     | Anja Rücker · Németország                                                                       | 49,74 PB    | Lorraine Graham-Fenton · Jamaica                                               | 49,92 PB    |
| 800 m           | Ludmila Formanová · Csehország                                                                 | 1:56,68      | Maria Mutola · Mozambik                                                                         | 1:56,72     | Szvetlana Maszterkova · Oroszország                                            | 1:56,93     |
| 1500 m          | Szvetlana Masztyerkova · Oroszország                                                           | 3:59,53 SB   | Regina Jacobs · Egyesült Államok                                                                | 4:00,35 PB  | Kutre Dulecha · Etiópia                                                        | 4:00,96 SB  |
| 5000 m          | Gabriela Szabo · Románia                                                                       | 14:41,82 CR  | Zahra Ouaziz · Marokkó                                                                          | 14:43,15    | Ayelech Worku · Etiópia                                                        | 14:44,22 PB |
| 10 000 m        | Gete Wami · Etiópia                                                                            | 30:24,56 CR  | Paula Radcliffe · Nagy-Britannia                                                                | 30:27,13 NR | Tegla Loroupe · Kenya                                                          | 30:32,03 NR |
| Maraton         | Jong Song-Ok · Észak-Korea                                                                     | 2:26:59 NR   | Icsihasi Ari · Japán                                                                            | 2:27:02 PB  | Lidia Simon · Románia                                                          | 2:27:41     |
| 100 m gát       | Gail Devers · Egyesült Államok                                                                 | 12,37 WL     | Gloria Alozie · Nigéria                                                                         | 12,44 AR    | Ludmila Engquist · Svédország                                                  | 12,47 NR    |
| 400 m gát       | Daimí Pernía · Kuba                                                                            | 52,89 WL     | Nezha Bidouane · Marokkó                                                                        | 52,90 AR    | Deon Hemmings · Jamaica                                                        | 53,16 SB    |
| 20 km gyaloglás | Liu Hongyu · Kína                                                                              | 1:30:50      | Wang Yan · Kína                                                                                 | 1:30:52     | Kerry Saxby-Junna · Ausztrália                                                 | 1:31:18 SB  |
| 4 × 100 m váltó | Bahama-szigetek · Savatheda Fynes · Chandra Sturrup · Pauline Davis-Thompson · Debbie Ferguson | 41,92 WL     | Franciaország · Patricia Girard · Muriel Hurtis · Katia Benth · Christine Arron                 | 42,06 NR    | Jamaica · Aleen Bailey · Merlene Frazer, · Beverly McDonald · Peta-Gaye Dowdie | 42,15 SB    |
| 4 × 400 m váltó | Oroszország · Tatyana Csebikina · Szvetlana Goncsarenko · Olga Kotljarova · Natalja Nazarova   | 3:21,98 WL   | Egyesült Államok · Suziann Reid · Maicel Malone-Wallace, · Michelle Collins · Jearl Miles-Clark | 3:22,09 SB  | Németország · Anke Feller · Uta Rohländer · Anja Rücker · Grit Breuer          | 3:22,43 SB  |
| Magasugrás      | Inha Babakova · Ukrajna                                                                        | 199 cm       | Jelena Jeleszina · Oroszország                                                                  | 199 cm      | Szvetlana Lapina · Oroszország                                                 | 199 cm PB   |
| Rúdugrás        | Stacy Dragila · Egyesült Államok                                                               | 460 cm WR    | Anzsela Balahonova · Ukrajna                                                                    | 455 cm AR   | Tatiana Grigorieva · Ausztrália                                                | 445 cm      |
| Távolugrás      | Niurka Montalvo · Spanyolország                                                                | 706 cm NR    | Fiona May · Olaszország                                                                         | 694 cm      | Marion Jones · Egyesült Államok                                                | 683 cm      |
| Hármasugrás     | Paraskevi Tsiamita · Görögország                                                               | 14,88 m      | Yamilé Aldama · Kuba                                                                            | 14,61 m     | Olga Vasdeki · Görögország                                                     | 14,61 m     |
| Súlylökés       | Astrid Kumbernuss · Németország                                                                | 19,85 m SB   | Nadine Kleinert · Németország                                                                   | 19,61 m PB  | Szvetlana Kriveljova · Oroszország                                             | 19,43 m     |
| Diszkoszvetés   | Franka Dietzsch · Németország                                                                  | 68,14 m      | Anastasia Kelesidou · Görögország                                                               | 66,05 m     | Nicoleta Grasu · Románia                                                       | 65,35 m     |
| Kalapácsvetés   | Mihaela Melinte · Románia                                                                      | 75,20 m      | Olga Kuzenkova · Oroszország                                                                    | 72,56 m     | Lisa Misipeka · Amerikai Szamoa                                                | 66,06 m     |
| Gerelyhajítás   | Mirela Manjani · Görögország                                                                   | 67,09 m PB   | Tatyana Sikolenko · Oroszország                                                                 | 66,37 m PB  | Trine Hattestad · Norvégia                                                     | 66,06 m     |
| Hétpróba        | Eunice Barber · Franciaország                                                                  | 6861 pont PB | Denise Lewis · Nagy-Britannia                                                                   | 6724 pont   | Ghada Shouaa · Szíria                                                          | 6500 pont   |